# Capitania Geral dos Açores

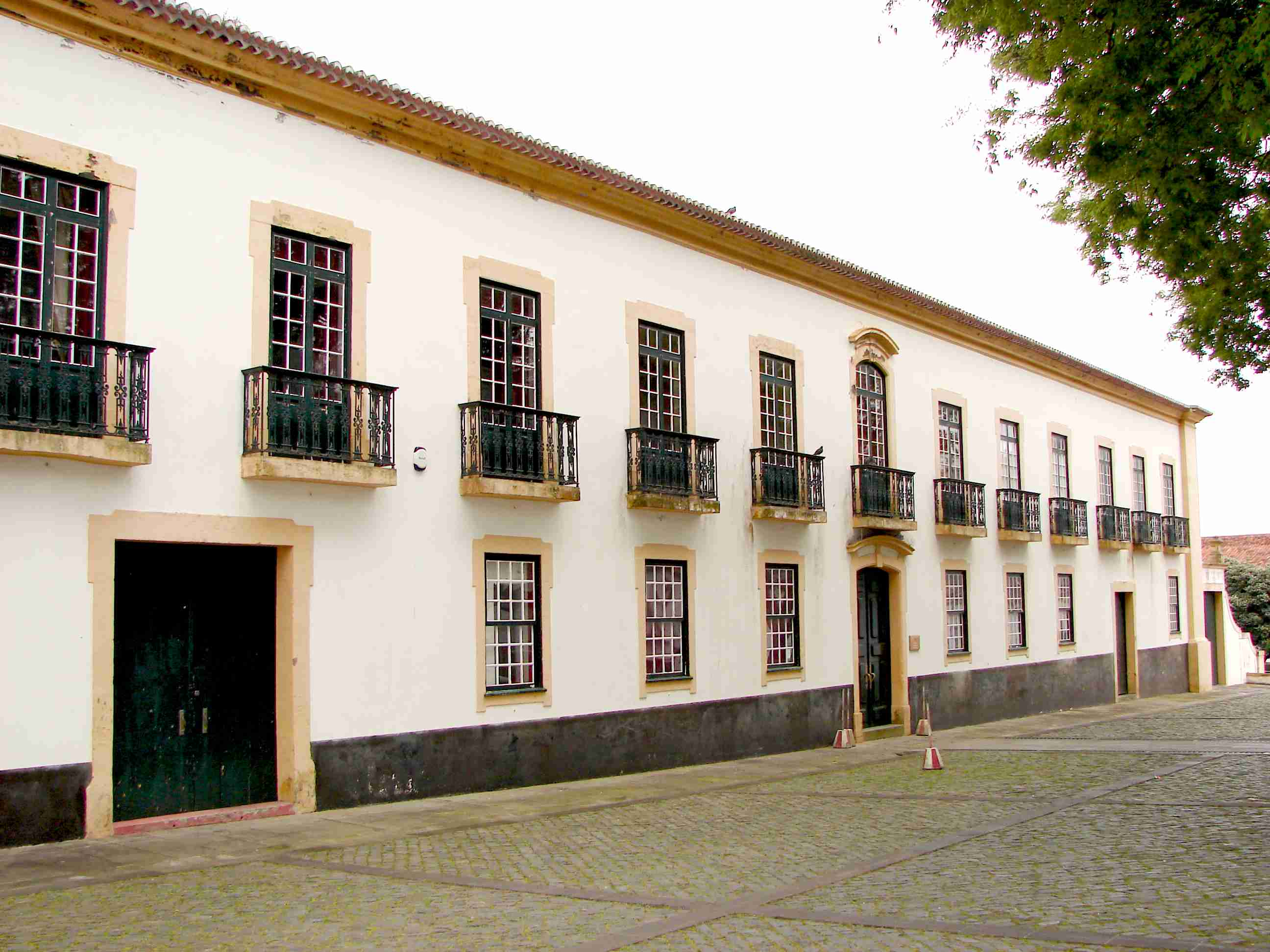
O Palácio dos Capitães Generais, sede da Capitania Geral dos Açores (fachada voltada para o Largo 22 de Junho, na Ilha Terceira).

A Capitania Geral dos Açores (1766–1832) foi uma estrutura político-administrativa de governação dos Açores, criada por Decreto 2 de Agosto de 1766, com sede em Angra do Heroísmo na Ilha Terceira, e que se manteria por 65 anos, até ser extinta pelo Decreto n.º 28, de 4 de Junho de 1832, assinado em Ponta Delgada por D. Pedro IV, embora tenha efectivamente deixado de funcionar como tal em 1828, com o desencadear dos movimentos revolucionários que levariam à Guerra Civil Portuguesa (1828-1834). A criação da Capitania Geral integrou-se nas chamadas reformas pombalinas da administração portuguesa, levadas a cabo durante o reinado de D. José I de Portugal, por iniciativa de Sebastião José de Carvalho e Melo, o marquês de Pombal, então primeiro-ministro. A Capitania Geral teve a sua sede no hoje denominado Palácio dos Capitães Generais, na cidade de Angra, sendo encabeçada por um capitão-general, com o título majestático de Governador e Capitão-General dos Açores, com alargada jurisdição administrativa, judicial e militar sobre todas as ilhas do arquipélago. A Capitania Geral deu lugar à Província dos Açores, uma estrutura administrativa efémera que colapsaria nos anos imediatos.
O primeiro capitão-general a ser nomeado foi D. Antão de Almada, 12.º conde de Avranches.

## Origem, estrutura e história da instituição
Reflexo do sistema centralizador e autoritário subjacente às reformas pombalinas, apesar de fundamentalmente militar, a jurisdição do Capitão-General alargava-se à administração civil, à justiça, à fazenda e ao fomento, conferindo-lhe o estatuto de quase vice-rei e uma série de poderes que lhe permitiam controlar toda a administração pública, inclusivamente tutelando as instituições municipais. A criação da Capitania Geral marcou o fim do poder senhorial nas ilhas, até então corporizado pelos capitães do donatário e seus ouvidores. 
Após 65 anos de funcionamento e vicissitudes várias, a Capitania Geral foi extinta pelo Decreto n.º 28, de 4 de Junho de 1832, assinado em Ponta Delgada por D. Pedro IV, sendo criada em sua substituição a Província dos Açores, uma estrutura administrativa efémera que colapsaria nos anos imediatos.

### Os antecedentes
O povoamento dos Açores consolidou-se na segunda metade do século XV, num contexto tardo-medieval que se traduziu no estabelecimento de uma estrutura governativa de cariz senhorial, com o efectivo governo das ilhas confiado ao seu donatário, que nelas se fazia representar pelos seus capitães, os capitães do donatário, a quem competia a governação das capitanias em que o arquipélago foi dividido. Paralelamente, seguindo a forte tradição municipalista portuguesa, as ilhas foram rapidamente estruturadas em concelhos, com os seus órgãos municipais a assumirem boa parte da condução da governança local.
O poder real era representado por um corregedor, que percorria as ilhas em correição, verificando o cumprimento das leis por parte das câmaras e dos capitães-do-donatário. O poder espiritual, confiado à Ordem de Cristo, depois de depender por um breve período da arquidiocese do Funchal, passou para o bispado de Angra a partir de 1534.
Com a subida ao trono do rei D. Manuel I de Portugal, que era o donatário das ilhas, a donataria ficou incorporada na coroa, deixando de ser clara a destrinça entre poder real e poder do donatário. Esta alteração teve, embora de forma paulatina, um profundo impacto nas ilhas, já que as funções de capitão do donatário, que até ali eram exercidas por oficiais residentes nas ilhas e interventores activos na vida local, passaram, quase sem excepção, para a posse da alta nobreza portuguesa, residente na Corte, que se fazia representar localmente por um ouvidor. Este afastamento dos capitães, a que se juntou o fim das dadas de terrenos, já que a distribuição de terras nas ilhas estava essencialmente concluída, transformou o poder senhorial numa mera prebenda da aristocracia, correspondente ao recebimento de 10% dos impostos colectados na capitania, mas com reduzida ou nula intervenção na governança local.
O apagamento dos capitães, associado ao isolamento imposto pela irregularidade das comunicações marítimas, teve como consequência permitir que o verdadeiro poder recaísse no âmbito municipal, apenas moderado pela intervenção do corregedor. Daí resultou uma ampla autonomia local, com cada municipalidade a depender apenas do distante poder senhorial e real, sem qualquer dependência em relação às ilhas e municípios vizinhos. Esta situação de autonomia foi interrompida pela conquista das ilhas pelas forças de Filipe II de Espanha, que entregou o governo das ilhas ao governo militar estabelecido em Angra. Reconquistada a independência portuguesa, entre as reivindicações dos procuradores açorianos, com os da cidade de Angra à cabeça e a fazerem-se valer da vitória obtida na Guerra do Castelo, estava a garantia régia de que nos Açores jamais haveria um vice-rei.
A garantia de inexistência de vice-rei foi obtida nas Cortes de Lisboa de 1645-1646 e as ilhas voltaram à sua antiga forma de administração, assim se mantendo durante mais de um século sem alterações de monta. Esta situação, levou a que a estrutura administrativa das ilhas em meados do século XVIII, quando se desencadearam as reformas pombalinas, fosse anacrónica e em tudo contrária ao espírito iluminista e centralizador que inspirava aquelas políticas.

### A criação da Capitania Geral e suas consequências
Não admira que a necessidade de unificar o governo dos Açores, já que as ilhas continuavam sujeitas ao domínio dos capitães-do-donatário instituídos no século XV, levasse Sebastião José de Carvalho e Melo, o Marquês de Pombal, a decretar uma profunda alteração na governança das ilhas. A reforma surgiu sob a forma de um alvará do rei D. José I de Portugal, datado de 2 de Agosto de 1766, que criava uma Capitania Geral nos Açores, à semelhança do que já era norma nas possessões ultramarinas portuguesas e fora uma longa tradição nas possessões coloniais espanholas das Américas. Tendo em conta que já era sede da única diocese açoriana, a cidade de Angra foi escolhida para capital do arquipélago, nela devendo residir o capitão-general. 
A unificação política e administrativa do arquipélago era também uma resposta à desordem que se instalara em toda a administração, mais visível na área da fiscalidade e da justiça.
Se o preâmbulo do alvará que cria a Capitania é parco, justificando a criação da nova estrutura político-administrativa apenas por as ilhas Terceiras vulgarmente chamadas dos Açores, adjacentes a estes Reinos serem uma tão considerável parte deles e pela benignidade e fertilidade de seu clima e pelos distintos vassalos que nelas têm os seus domicílios tão dignas da mesma providência, com que os senhores reis meus predecessores ocorreram aos governos político, militar, e civil de todas e cada uma das províncias dos mesmos Reinos, e do estado do Brasil e mais domínios ultramarinos, criando nelas governadores e capitães-generais, o mesmo já não acontece num diploma posterior que manda rever os títulos dos capitães-do-donatário.
Naquele diploma afirma-se que entre as razões que justificam a criação da Capitania Geral estão as seguintes: (1) aplicarem os capitães-do-donatário, em proveito próprio, as rendas, que por sua natureza, deviam ser aplicadas à defesa das ilhas; (2) não permanecerem nas suas capitanias, privando os povos de um governo exercido com a regularidade que uma boa administração requer; (3) ficarem na sua ausência as capitanias entregues, no campo civil, quase exclusivamente, aos juízes ordinários, pessoas em geral falhas da ilustração necessários ao bom desempenho da justiça, e que se deixavam influenciar por parentes e amigos, não sendo possível ao único corregedor existente no arquipélago exercer uma correição eficaz; e (4) não possuírem os capitães-mores a técnica militar necessária para prepararem as guarnições insulares.
O Alvará de Lei e Regimento que cria a Capitania Geral dos Açores contém 17 artigos, fixando as competências do novo cargo e delimitando a esfera de acção do Capitão-General. Por ele se pode ver que a instituição da Capitania Geral correspondeu a uma profunda alteração na estrutura política e administrativa açoriana, com a atribuição ao capitão-general de poderes vastos e meios excepcionais de controlo dos poderes locais, incluindo uma tutela imediata sobre Câmaras Municipais, o que rompia com a tradição secular de autonomia daquelas autarquias e as colocava sob um poder intermédio, fazendo-as depender de um governo situado em Angra. Com aquele diploma, a estrutura de governação dos Açores ficava polarizada sobre a ilha Terceira, acabando a total separação entre capitanias e concelhos que até ali vigorara e que tão querida era das elites insulares.
No seu conceito, e fiel às tradições das capitanias gerais espanholas nas Américas, a Capitania Geral dos Açores era um governo fundamentalmente militar, assente sob um comando unificado das forças existentes no território e encabeçado por um capitão-general, que as comandava, em torno do qual se agregava toda a restante estrutura do poder régio no arquipélago. A partir dessa estrutura básica, de génese e lógica eminentemente militar, o poder do capitão-general alargava-se à administração civil, à justiça, à fazenda, ao fomento e mesmo, com as restrições impostas pela presença do bispo, à administração dos assuntos religiosos. Era também, na sua essência e como reflexo do centralismo do Estado iluminista e despótico subjacente ao consulado pombalino, um sistema centralizador e autoritário. 
Por outro alvará do mesmo dia, mas enviado com data de 4 de Agosto daquele ano de 1766, foram criados juízes de fora para as diversas ilhas. Por aquele diploma, as Câmaras Municipais, todas elas, passaram a ter como presidentes um juiz de fora, que recebia directamente instruções do capitão-general, tendo como objectivo a uniformização do procedimento dos poderes locais periféricos e a sua subordinação à estrutura burocrática e política da Capitania Geral e, através desta, à estrutura do Estado.
Da conjugação da criação da Capitania Geral e da entrega da presidência das câmaras a juízes de fora, os concelhos perderam, a favor da nova orgânica centralizada na figura do capitão-general, a maioria dos seus poderes tradicionais de arrecadação de impostos, de decisão na escolha e nomeação de chefias das ordenanças, de intervenção em obras públicas, de defesa ou de comunicações, entre outras áreas. Tal traduziu-se numa intervenção sem precedentes do poder do Estado na vida local, com a consequente perda de autonomia das tradicionais autoridades açorianas, que se viam confrontadas com um novo paradigma de organização estatal em tudo diverso do anterior.
A criação da Capitania Geral dos Açores teve também como consequência a sujeição das restantes ilhas ao poder do Governador e Capitão-General dos Açores, ausente em Angra elevada a capital, interpondo mais um elo mais na já difícil relação dos poderes da periferia com a Coroa. A criação da figura do juiz de fora e, posteriormente, em 1796, de governadores militares para algumas ilhas, não só não supre carências ou aspirações que as populações das ilhas pudessem experimentar, como tornou mais complexo o curso normal da administração, suscitando permanentes conflitos de jurisdição, particularmente em torno da figura do juiz de fora, que acumulava a condição de magistrado de justiça com o cargo de presidente da edilidade.
Na sequência da criação da Capitania Geral, o arquipélago foi administrativamente unificado e ascendeu, por Alvará de 23 de Fevereiro de 1771, à categoria de província, passando a integrar, a par do arquipélago da Madeira e, por períodos curtos, do arquipélago de Cabo Verde, as designadas ilhas adjacentes a Portugal.
Com esta alteração deixou formalmente de ser tratado como uma possessão colonial ultramarina, mas as ilhas oscilaram ao longo do período da Capitania Geral entre uma posição de colónias incluídas no império e de províncias adjacentes ao reino, havendo orientações contraditórias acerca do seu papel. No campo económico são manifestamente colónias, no campo social são quase sempre tratadas como província.
Este estatuto intermédio, depois juridicamente consagrado no conceito de Ilhas Adjacentes, foi perpetuado, com formas diversas, até à aprovação da Constituição Portuguesa de 1976 e a transformação do arquipélago em Região Autónoma. A unificação administrativa, essa perdeu-se em 1836 com a criação dos distritos de Ponta Delgada, Angra do Heroísmo e Horta, para apenas ser reposta com a criação da Junta Regional dos Açores no ano de 1975.
Apesar da Capitania Geral ter ficado na história como uma organização política típica da intervenção colonial e centralista imposta aos açorianos e por eles fortemente combatida, por anular as tradicionais liberdades municipais e das capitanias insulares, é justiça lembrar que à sua existência se deveu um importante impulso dado às actividades económicas no arquipélago e mesmo uma tentativa de reforma agrária, com a introdução de novas culturas, entre as quais a batata e o milho, o controlo de pragas agrícolas e de animais daninhos e a racionalização, ainda que fortemente contestada, da utilização dos baldios. No âmbito das suas atribuições, a Capitania Geral interveio na circulação monetária, tradicionalmente caótica nos Açores, impôs medidas reguladoras das exportações, criou uma Junta de Melhoramentos Agrícolas, construiu estradas, promoveu projectos portuários e desencadeou a primeira campanha de vacinação pública, conseguindo debelar a varíola que de há muito periodicamente flagelava as populações insulares.

### Evolução da Capitania Geral
O 1.º capitão-general foi bem recebido em Angra, sendo-lhe prestadas todas as honras, incluindo algumas, como o uso do pálio, que o uso reservava para a pessoa do rei. Apesar do rude golpe infligido às aspirações de poder das elites locais, não se conhece qualquer contestação à nova ordem das coisas públicas, provavelmente porque a situação político-ideológica do tempo e a feroz repressão imposta pelo regime pombalino (veja-se o trágico desfecho do Processo dos Távoras poucos anos antes) tudo esmagava.
Até à tomada de posse, a 30 de Outubro de 1799, do 3.º capitão-general, D. Lourenço José Boaventura de Almada, conde de Almada, a Capitania Geral foi governada nos termos do regimento que D. Antão de Almada, o seu pai e o 1.º capitão-general, recebeu do Marquês de Pombal.
Aquele primeiro regimento conferia ao capitão-general o estatuto de quase vice-rei e uma série de poderes que lhe permitiam controlar toda a administração pública, inclusivamente tutelando as instituições municipais. 
Morto o rei D. José I em 1777, e iniciada a viradeira, a Capitania Geral caiu em desfavor, provavelmente em resultado da oposição das autoridades locais, a que se juntaria a alta nobreza, nalguns casos ainda beneficiária das prebendas do rendoso cargo, agora honorífico, de capitão-do-donatário. O resultado foi um longo período de indecisão, que teve reflexo mais visível na manutenção do cargo de capitão-general vago durante 6 anos, período que mediou entre a morte em 1793 do 2.º capitão-general e a nomeação, apenas em 1799, do 3.º capitão, este já nomeado a pedido da Câmara de Angra. Esta nomeação é aparentemente resultado de uma mudança de opinião das elites terceirenses face à ineficácia do governo interino presidido pelo bispo e ao percebido apagamento da posição dominante que a cidade ganhara durante o período anterior.
A pedido das elites de Angra, em 1799, após o período turbulento do governo interino, foi nomeado capitão-general o conde de Almada, filho do 1.º capitão-general, ao mesmo tempo que a Capitania Geral foi reorganizada, com um regimento reformado e novas instruções governativas. Entre estas instruções estava uma ordem para que fossem revistas todas as posturas municipais e que daí por diante não se fizessem novas posturas sem licença ou sem aprovação régia e, ainda, que passassem a remeter ao capitão-general uma conta anual da receita e da despesa concelhia.
Aquelas medidas marcavam o fim da pouca autonomia municipal que ainda restava. Com esta nova regulamentação, o capitão-general reforçava o controlo exercido sobre a autarcia de cada concelho e cerceava os últimos poderes efectivos dos seus dirigentes. A partir de então, o capitão-general não se limitava, como os antigos corregedores, a vigiar a legalidade das decisões, antes passou a ter controlo directo e tutela política sobre as Câmaras. Sobre esta matéria, Manuel de Azevedo da Cunha regista a vereação da Calheta de São Jorge onde a ordem do capitão-general foi recebida, a 7 de Junho de 1800, comentando: 
Era uma usurpação feita aos municípios. Primeiro tiraram-lhes o direito de eleger quem os defendesse das invasões inimigas; cassaram-lhes depois a receita para a fortificação da terra, desviando-a do seu útil fim. Mais tarde proibiram-nos de escolher os oficiais e vereadores, obrigando-os a um referendum odioso. Com os juízes de fora haviam-lhes cerceado ainda as suas justas garantias. Finalmente, impediam-lhes codificar as posturas.
A partir da tomada de posse do 3.º capitão-general, D. Lourenço José Boaventura de Almada, estava ultrapassada a primeira crise séria e a capitania-geral, depois de um período conturbado, surgia reorganizada, quase refundada, com novas instruções e novo regimento. Iniciava-se assim o período mais longo e mais profícuo da Capitania, que duraria até chegarem aos Açores, em 1821, os inevitáveis reflexos da Revolução do Porto e do advento do liberalismo em Portugal.
Apesar da aparente estabilidade da situação política nos Açores, durante este período o arquipélago foi atingido pelas consequências das enormes mudanças políticas que então ocorreram em ambas as margens do Atlântico: primeiro os ainda longínquos ecos da Revolução Francesa (1789-1799) e das guerras que se lhe seguiram no continente europeu, depois, a Independência os Estados Unidos da América (1776) e as suas consequências sobre os equilíbrios de poder na América do Norte.
O choque mais profundo, que pôs em movimento os acontecimentos que levariam ao fim da própria Capitania, foi o alastrar das Guerras Napoleónicas à Península Ibérica e a invasão de Portugal pelos franceses e a consequente transferência da corte portuguesa para o Brasil, em 1807. A notícia destes acontecimentos trouxe grande agitação às ilhas, particularmente quando, perante a ameaça de um ataque francês, a Capitania esteve prestes a ser ocupada, preventivamente, por forças inglesas. O 5.º capitão-general, D. Miguel António de Melo, conde de Murça, sem ordens claras por parte da corte do Rio de Janeiro, resistiu com um plano político digno de nota e adaptou a estrutura administrativa à função de fronteira e base de apoio à esquadra britânica no Atlântico.
Sendo a Capitania Geral na sua essência um governo militar, o avolumar de conflitos nos dois lados do Atlântico, colocando os Açores sob constante ameaça de intervenção estrangeira, acentuou esse pendor e levou a que o capitão-general tomasse como prioridade os problemas de defesa, incluindo os recrutamentos, o reforço e manutenção da guarnição das ilhas, a logística necessária em caso de ataque e, naturalmente, o sempre candente problema das fortificações. Esta situação levou a que durante a maior parte deste período, a política seguida tenha sido concebida essencialmente numa perspectiva marcial.
Ainda assim, as guerras que então devastaram as duas margens do Atlântico só atingiram marginalmente os Açores, apesar da Royal Navy ter assumido durante o período uma forte presença em águas açorianas. O episódio mais grave foi o ocorrido na baía da Horta, a 26 de Setembro de 1814, quando, no contexto da Guerra de 1812, três navios ingleses, perante a impotência das autoridades locais, destruíram o brigue corsário americano General Armstrong, o que levaria anos depois à entrada de uma esquadra americana no Tejo a exigir indemnização. Outra fonte de insegurança foram as incursões ocasionais de corsários da América Latina, a mando do general José Gervasio Artigas.
A presença britânica nas ilha foi muito acentuada e o reconhecimento do seu valor geoestratégico levou a que fossem várias as vozes que defenderam a sua transformação num protectorado britânico. O caso mais célebre foi a publicação em Londres, no ano de 1813, de um livro da autoria de Thomas Ashe, oficial da Royal Navy, intitulado History of the Azores, no qual defendia que as ilhas deviam separar-se de Portugal, manifestamente incapaz de as fazer progredir, e acolher-se ao protectorado de Sua Majestade Britânica.
Afora as questões da defesa, as políticas sectoriais seguidas ao longo deste período caracterizaram-se por uma grande intervenção estatal e pelo esforço de dirigismo económico, nomeadamente no incentivo de uma agricultura virada para a produção de cereais, os quais eram obrigatoriamente escoados para o reino, com todo um enquadramento normativo e de objectivos que podem ser enquadrados numa acentuada visão colonial.
A política social, congruente com a visão iluminista da sociedade, centrou-se no estabelecimento de um forte controlo da população, pela primeira objecto de censos estatísticos no moderno sentido do conceito, tendo como objectivo garantir o aproveitamento das potencialidades produtivas das ilhas e fornecer os contingentes militares para guarnição das ilhas e defesa das fronteiras do Brasil. A emigração, na sua maior parte clandestina, que já se verificava para os Estados Unidos, graças à presença em águas açorianas de navios baleeiros da Nova Inglaterra, foi fortemente reprimida, passando a ser rigorosamente contingentada e limitada ao Brasil. 
Ainda tendo como orientação o iluminismo, e pretendendo minorar as consequências da expulsão da Companhia de Jesus, os capitães-generais tentaram organizar uma rede de escolas públicas que garantisse um ensino hierarquizado, cobrindo as cidades e as principais vilas, tentando melhorar o precário sistema educativo que havia substituído a actividade dos colégios dos expulsos jesuítas. Foi neste contexto, mas com uma orientação essencialmente militar e pretendendo colmatar a falta de oficiais habilitados para a artilharia, que surgiu sob a égide do capitão-general a Aula de Matemática, depois elevada a Academia Militar de Angra (1810-1825), o primeiro estabelecimento de ensino superior que existiu nos Açores.
A fase final da Capitania Geral iniciou-se com o vintismo, quando os efeitos da Revolução Liberal do Porto chegaram aos Açores e fizeram chegar à superfície o imenso descontentamento que a Capitania Geral entretanto gerara. O primeiro sinal surgiu na madrugada de 1 de Março de 1821, quando um grupo de liberais conseguiu aliciar a guarnição do Castelo de São Brás, em Ponta Delgada, que aos gritos de Viva a Constituição e Viva a independência de São Miguel, implantou naquela cidade um Governo Interino, deixando de obedecer à Capitania.
O capitão-general, Francisco de Borja Garção Stockler, ainda tentou resistir, fazendo uma proclamação aos micaelenses, mas tal de nada serviu. O ódio ao governo da Terceira era demasiado forte, já que a Capitania Geral fora sempre muito contestada nas outras ilhas, principalmente pelos micaelenses que se consideravam amesquinhados pela secundarização política e subordinação a Angra, quando a ilha de São Miguel era já então o principal centro social e económico do arquipélago.
Naquelas circunstâncias, mesmo os menos inclinados a favor do regime liberal não opuseram à nova ordem das coisas, pelo que a proclamação de Stockler não teve qualquer efeito. Para piorar a situação, logo a 1 de Abril daquele ano, um levantamento militar em Angra destitui o capitão-general, que se refugia na então vila da Praia, e coloca no poder o anterior capitão-general Francisco António de Araújo e Azevedo. Foi de curta dura esta vitória liberal, já que no dia 4 de Abril, um contra-golpe coloca de novo Stockler no poder, resultando na morte de Araújo. 
A Capitania Geral foi temporariamente extinta pelas Cortes, em 1822, e restabelecida e reorganizada com uma nova comarca da Horta, pelo rei, em 1823, depois da Vilafrancada. Durou, com grandes dificuldades, até 1830, quando se estabeleceu em Angra a regência do reino.
O governo central, por outro lado, resistiu enquanto pôde em aceitar a ideia de acabar com o governo centralizado, considerando essa forma como mais eficiente do que a divisão administrativa por ilhas ou por grupos de ilhas. Acabou por o fazer por pressão dos açorianos.
Em resumo, apesar da relativa estabilidade normativa de que gozou durante a maior parte da sua existência, pode dividir-se a história da Capitania Geral dos Açores apresenta três períodos distintos:
- 1766–1799 — Este período corresponde aos governos dos capitães-generais D. Antão de Almada e Dinis Gregório de Melo Castro e Mendonça, e termina com o longo governo interino, que se prolongou por 6 anos, de 1793 a 1799, que se lhes seguiu. Foi a fase de montagem da máquina administrativa e política da Capitania Geral, que incluiu a adaptação do antigo Colégio dos Jesuítas para Palácio dos Capitães-Generais, a reformulação da administração municipal e o esvaziamento do que ainda restava do poder dos capitães-do-donatário.
- 1799–1821 — Em 1799, depois do longo período de vacatura, é nomeado novo capitão-general, com novo regimento. A Capitania Geral entra então no seu período de maior estabilidade, assim se mantendo até 1821, pesem embora as dificuldades resultantes das guerras napoleónicas, a fuga da Corte portuguesa para o Brasil e da independência americana.
- 1821–1832 — Fase final da Capitania Geral, durante a qual a sua história se confunde com o processo revolucionário que levaria à implantação do liberalismo nos Açores e à formação da Regência de Angra. A Capitania deixou de funcionar como órgão político a aprtir de 1828, embora só tenha sido formalmente extinta a 4 de Junho de 1832. Foi então substituída pela Província dos Açores.

### O advento do liberalismo e a extinção
Formalmente, o governo dos capitães-generais durou pouco mais de 65 anos, de 2 de Agosto de 1766 a 4 de Junho de 1832, e ficou na história dos Açores, como sempre escrita pelos vencedores, conotada com o regime absoluto, com o centralismo governativo e com a chamada tirania da Terceira, que assim pagava o preço de haver tido, na sua cidade de Angra, a sede do governo dos Açores.
Após a extinção da Capitania Geral, a documentação por ela gerada foi mantida nos arquivos do Palácio dos Capitães Generais, sendo depois incorporada na actual Biblioteca Pública e Arquivo Regional de Angra do Heroísmo onde hoje constitui o importante Fundo da Capitania Geral dos Açores, que recolhe o acervo de documentos produzidos pelas instituições político-administrativas e militares de todas as ilhas do arquipélago durante o governo dos Capitães-Generais.

## O cargo de Governador e Capitão General dos Açores
O alvará régio de 2 de Agosto de 1766 que criou a Capitania Geral dos Açores entregava o governo da nova estrutura político-administrativa a uma nova figura: o Governador e Capitão-General dos Açores, cargo que ficaria conhecido na história dos Açores simplesmente por Capitão-General. Ao gosto do iluminismo despótico que inspirava as reformas pombalinas, era um governo unipessoal, desprovido de órgão consultivos e não subordinado a qualquer poder local, respondendo apenas perante o monarca, que o nomeava e destituía livremente.
Ao capitão-general, que sem prejuízo da obrigação de visitar as restantes ilhas da Capitania devia residir na cidade de Angra, cabia presidir conjuntamente ao governo político, civil e militar da Capitania Geral, devendo orientar a sua acção por um regimento, o primeiro dos quais foi assinado pelo rei na mesma data da instituição da Capitania, e por um conjunto de instruções avulsas, incluindo instruções secretas, que eram emanadas do rei e dos seus ministros. O regimento foi modificado e alterado no ano de 1799, reflectindo as alterações políticas que se seguiram à viradeira.
Os poderes conferidos ao capitão-general, pela sua abrangência, vastidão e profundidade, configuram-no como um autêntico vice-rei, embora, tal nunca tenha sido formalmente reconhecido, nem pelo administração real nem pelas populações, que o encararam sempre como uma autoridade essencialmente militar, sempre contestada nos Açores, especialmente na ilha de São Miguel onde as elites consideravam ofensiva a submissão a um governo situado na ilha Terceira. Nestas circunstâncias, e apesar da vastidão das suas atribuições, o capitão-general nunca se conseguiu impor como interlocutor único entre as autoridades açorianas e o poder central, sendo múltiplas as situações em que via a sua autoridade ultrapassada pelo recurso directo ao poder real e aos ministros e tribunais da Corte.
Na cidade de Angra, sede da Capitania Geral, foram criados os tribunais superiores que apoiavam o capitão-general nas suas funções, sendo adaptado o Colégio dos Jesuítas, hoje mais conhecido por Palácio dos Capitães Generais, para alojar a residência do capitão e os seus serviços de apoio. Apesar do regimento impor que o capitão-general devia circular pelas ilhas, os perigos das viagens e o seu desconforto, fez com que tal fosse raramente feito. A partir de 1823, quando a estrutura da Capitania Geral já se encontrava em franca desagregação face ao advento do liberalismo, as reclamações micaelenses foram parcialmente atendidas, ficando o capitão-general obrigado a dividir a sua residência pelas cidades de Angra e Ponta Delgada, o que não chegou a ser cumprido, pois entretanto a instabilidade em que Portugal mergulhou não permitiu o normal exercício de funções dos capitães-generais.
As competências do capitão-general, tal como as da Capitania Geral a que presidia, repartiam-se pelas seguintes áreas:
- Governo militar, no qual tinha as competências atribuídas em Portugal aos generais a cujo cargo está o governo das Armas das Províncias. Esta competência na esfera militar, que dominava o cargo, foi ampliada e regulamentada pelas alterações introduzidas pelo regimento de 1799, que simultaneamente fixou uma nova orgânica militar nos Açores.
- Governo político e civil, no qual exercia a jurisdição que no Reino cabia ao Regedor da Justiça da Casa da Suplicação, o Governador da Relação e Casa do Porto e o Governador e Capitão-General do Reino do Algarve. Estes poderes conferiam-lhe a tutela sobre as câmaras municipais, que incluía poderes de supervisão directa e de avaliação do desempenho dos juízes de fora que a elas presidiam. Tinha também competências em matéria de obras públicas e fomento, cabendo-lhe cuidar dos portos e estradas e tomar as medidas necessárias ao desenvolvimento da Capitania. Em 1817 foi criada uma Junta da Agricultura, também presidida pelo capitão-general, à qual cabia conduzir a política de fomento agrícola, em particular a arroteia dos baldios, uma das políticas que mais descontentamento criaria.
- Administração da justiça, presidindo à Junta Criminal, o tribunal superior do arquipélago, que podia aplicar penas até à pena capital, e conhecendo de recursos e petições.
- Administração fiscal, presidindo à Junta da Fazenda, que superintendia na administração fiscal e na autorização da despesa pública. Nesta matéria o capitão-general não tinha o poder de criar novos cargos, apenas podendo nomear interinamente os funcionários nos cargos que vagassem, ficando o provimento definitivo pendente de aprovação régia. Também não podia autorizar despesas que não estivessem legalmente previstas.

Os capitães-generais não tinham poderes legislativos, podendo contudo regulamentar as leis, criando regimentos e regulamentos vários, alguns dos quais com grande relevância. Com a invasão de Portugal por forças francesas e a consequente transferência da corte para o Rio de Janeiro, o capitão-general de então, D. Miguel António de Melo, assumiu poderes extraordinários, alterando algumas leis, sendo o único capitão-general que exerceu aquele poder.

### Lista dos capitães-generais dos Açores
Foram os seguintes os capitães-generais dos Açores:
1. 1766–1774 — D. Antão de Almada.
2. 1774–1793 — Dinis Gregório de Melo Castro e Mendonça.
3. 1793–1799 — Governo Interino presidido pelo bispo D. frei José da Avé-Maria Leite da Costa e Silva e pelo corregedor de Angra, Dr. Manuel José de Arriaga Brum da Silveira (substituído em 23 de Maio de 1795 por Luís de Moura Furtado e em 9 de Julho do mesmo ano por José Acúrsio das Neves). Por sua vez o bispo alegando velhice e doença, solicitou insistentemente a sua substituição, mas nunca foi atendido, sendo porém substituído interinamente no governo, a partir de 1796, devido a doença, pelo deão Mateus Homem Borges da Costa.
4. 1799–1804 — D. Lourenço José Boaventura de Almada, conde de Almada.
5. 1804–1806 — D. José António de Melo da Silva César de Menezes, conde de São Lourenço.
6. 1806–1810 — D. Miguel António de Melo, conde de Murça.
7. 1810–1816 — Aires Pinto de Sousa Coutinho
8. 1816–1820 — Francisco António de Araújo e Azevedo
9. 1820–1821 — Francisco de Borja Garção Stockler (1.ª vez).
10. 1821–1822 — Junta Provisória do Supremo Governo das Ilhas dos Açores;
11. 1823–1824 — Francisco de Borja Garção Stockler, 1.º barão da Vila da Praia (2.ª vez).
12. 1824–1828 — Manuel Vieira de Albuquerque Touvar
13. 1828–1828 — Governo Interino
14. 1828–1829 — Junta Provisória
  1. 1828–1831 — Henrique da Fonseca de Sousa Prego, pelo partido miguelista, governando em Ponta Delgada.
  2. 1829–1832 — D. António José de Sousa Manoel de Menezes Severim de Noronha, conde de Vila Flor e futuro duque da Terceira, pelo partido liberal, na sede da capitania, em Angra. Foi o último capitão general, governando até à extinção da Capitania Geral dos Açores.